# Helig ko

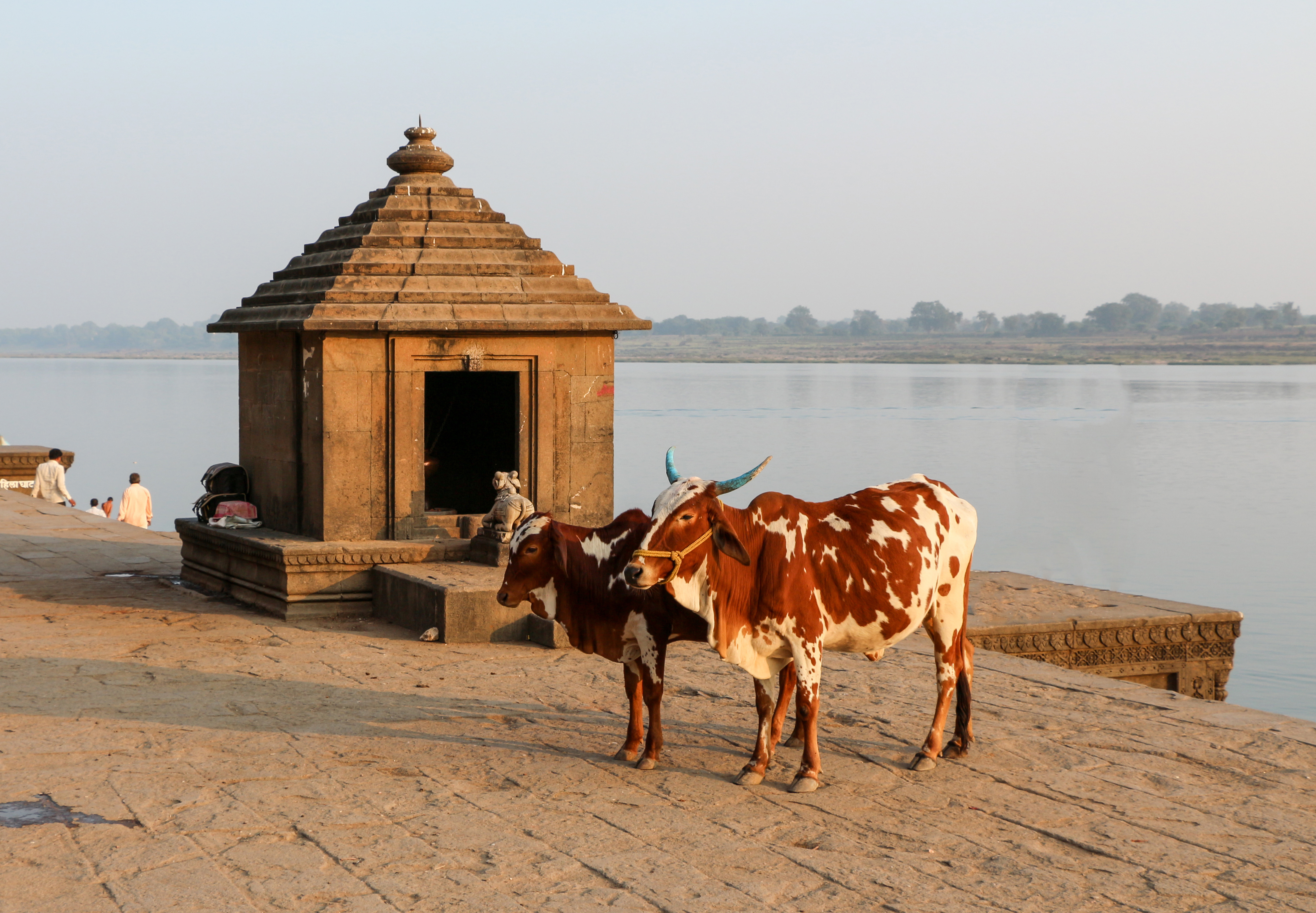
Heliga kor vid floden Narmada i Indien.

Som en helig ko betraktas en ko inom hinduismen, jainismen och zoroastrianismen, varför det exempelvis i Indien finns ett religiöst grundat slaktförbud. Förklaringarna till varför kor i Indien anses som heliga är flera:
- Kon är en av jordens sju mödrar. De andra är moder jord, den egna modern, lärarinnan, vårdaren, brahminens hustru och drottningen. Nästan alla barn ges mjölk från kon efter att mamman har slutat amma.
- Kon ger människan mycket som är livsnödvändigt för oss: mjölk (som även kan bli grädde, smör och yoghurt), bränsle (torkad kospillning), urin (som förr ansågs vara ett medicinskt preparat), gödning och isolering till hus. Den föder också fram tjurar som kan plöja åkern. Dessutom är kor effektiva renhållningsmaskiner.
- Från kon kommer flera saker som används vid religiösa ceremonier i Indien, till exempel ghee (skirat smör) samt kons urin och avföring.
- Enligt de gamla indiska böckerna kom Krishna en gång till jorden i skepnad av koherden Gopala (kornas skyddsherre). Samma böcker ser kon som civilisationens moder som föder befolkningen.
- Kon ger mycket till människorna, utan att kräva något tillbaka. Osjälviskt äter den bara vissa grödor som vi ändå inte kan använda till annat och blir därmed en exemplarisk förebild för den veganska och vegetariska livsstilen som ofta förespråkas inom hinduismen.
- En annan orsak är att alla gudar och gudinnor anses leva inuti korna. Så som man behandlar korna, behandlar man även dessa.